# 国际刑事法院罗马规约
《国际刑事法院罗马规约》（英語：Rome Statute of the International Criminal Court），亦稱《国际刑事法院规约》或《罗马规约》（英語：Rome Statute），该规约于1998年7月17日在意大利罗马的外交会议上获得通过并于2002年7月1日生效。至2023年2月，规约缔约国达到123个，另有31个国家已经签署但尚未批准此规约。规约规定了國際刑事法院的职能、管辖权和组织结构。

## 历史
在为建立一个常设国际法院以惩治犯有种族屠杀和其他严重国际罪的个人而进行了多年谈判之后，联合国大会于1998年6月在罗马召开了为期5周的外交大会，旨在最终拟定并通过一个有关建立国际刑事法院的公约。1998年7月17日，在21个国家弃权的情况下，罗马规约以120票赞成，7票反对获得通过。反对这一条约的有7个国家，由于是一次无记录表决，所以没有把投反对票的国家记录下来。但是有3个国家陈述了投反对票的理由。如中国认为，授给预审分庭来制约检察官的主动行动的权力还不够，同时，规约的通过应该采取协商一致的方式，而不是以表决的方式。
规约第126条规定规约将在批准国达到60个之后生效。2002年4月11日，10个国家在美国纽约联合国总部举行的特殊仪式上同时批准了罗马规约，使批准国家数量达到要求。条约于2002年7月1日生效；国际刑事法院只能起诉在当日或该日期之后发生的罪行。

## 批准情况
至2023年2月，已经有123个国家批准或加入罗马规约，其中包括所有南美洲国家、大部分欧洲国家和约一半的非洲国家。
另外还有31个国家已经签署，但尚未批准该条约；规约条款规定，这些国家有义务避免採取「可能损害条约宗旨和目的的行为」。2002年美国和以色列取消对罗马规约的签署，2016年俄羅斯撤銷已作出的签署，这意味着他们再无意成为缔约国，这样他们就不必因曾签署规约而负有任何法律义务。
蒲隆地根據第127條退約，在2016年10月27日給予退約通知，菲律賓也在2018年3月17日給予了退約通知。
以下列出沒有簽署、批准、接受、核准、或加入以及撤回签名或退出规约的联合国會員國。
1. 白俄羅斯
2. 不丹
3. 中国 [7]
4. 古巴
5. 赤道几内亚
6. 衣索比亞
7. 印度 [8]
8. 印度尼西亞
9. 以色列
10. 伊拉克
11. 基里巴斯
12. 黎巴嫩
13. 利比亞
14. 马来西亚
15. 毛里塔尼亚
16. 密克羅尼西亞聯邦
17. 緬甸
18. 尼泊尔
19. 尼加拉瓜
20. 巴基斯坦
21. 菲律賓
22. 帛琉
23. 卢旺达
24. 俄羅斯
25. 沙烏地阿拉伯
26. 新加坡
27. 南蘇丹
28. 斯里蘭卡
29. 多哥
30. 土耳其
31. 美国
32. 越南